# Stagmatophora
Stagmatophora is een geslacht van vlinders uit de familie prachtmotten (Cosmopterigidae).

## Soorten
- S. acanthodes Meyrick, 1933
- S. acris Meyrick, 1911
- S. aglaopa Meyrick, 1928
- S. amseli Osthelder, 1940
- S. argyroela Walsingham, 1907
- S. auriferella (Walker)
- S. autotoma Meyrick, 1919
- S. basanistis Meyrick, 1909
- S. buhri Hering, 1935
- S. callistrepta (Meyrick, 1917)
- S. clinarcha Meyrick, 1921
- S. cyma Bradley, 1953
- S. chopardella Viette, 1954
- S. diakonoffi Viette, 1968
- S. diversoplaga Legrand, 1966
- S. drosophanes Meyrick, 1921
- S. erebinthia Meyrick, 1921
- S. faceta Meyrick, 1912
- S. flexa Meyrick, 1921
- S. floretella Legrand, 1958
- S. gerberanella Legrand, 1965
- S. haploceras Turner, 1926
- S. heydeniella (Fischer von Roslerstamm, 1838)
- S. hieroglypta Meyrick, 1911
- S. ilarcha Meyrick, 1911
- S. luciliella (Zeller, 1877)
- S. narcota Meyrick, 1909
- S. naviella Chrétien, 1907

- S. niphocrana Turner, 1926
- S. niphosticta Meyrick, 1936
- S. notoleuca Turner, 1923
- S. oxytoma (Meyrick, 1897)
- S. pentagama Meyrick, 1928
- S. peristrepta Meyrick, 1917
- S. phalacra Meyrick, 1909
- S. phanoptila Meyrick, 1911
- S. pilana Meyrick, 1913
- S. quinquecristata (Walsingham, 1891)
- S. rutilella Chrétien, 1896
- S. sclerodes Meyrick, 1909
- S. schultzendorffi Amsel, 1958
- S. semioceros Meyrick, 1935
- S. semmilunaris (Wollaston, 1879)
- S. sordidella Walsingham, 1907
- S. spintheropa Meyrick, 1934
- S. trifasciata Wollaston, 1879
- S. trimitra Meyrick, 1913
- S. vartianae Amsel, 1968
- S. vinsoni Viette, 1953